# 쯔엉딘주
쯔엉딘주(베트남어: Trương Đình Dzu, 1917년 11월 10일 ~ 1980년대 중반?)는 베트남 공화국의 변호사, 정치인이다.

## 생애
쯔엉은 1967년 베트남 공화국 대통령 선거에 출마해 남베트남 군사 정권의 국가원수인 응우옌반티에우와 그의 러닝메이트인 응우옌까오끼와 경쟁하였으나 2위로 낙선하였다. 선거에서 쯔엉은 남베트남 내 공산주의 무장 투쟁 조직인 남베트남 민족해방전선과 협상을 주장하였고, 17%의 득표를 기록하였다. 당시 공산주의자들과 공존을 도모하는 정치인은 후보 등록이 금지되었으나, 쯔엉딘주는 후보 등록까지 그의 정책에 대한 언급을 피해 후보로 나설 수 있었다. 선거 이후 남베트남 군사 정권에 의해 1968년 5월 2일 체포되어, 1968년 7월 26일 불법적인 통화 거래 혐의로 5년 노동형을 선고 받았으나, 정권에 비판적인 국제 여론 덕분에 5개월만에 풀려났다.
1975년 남베트남의 수도 사이공시가 함락되고 남베트남이 패망한 후에는 행적이 묘연해진다. 일설에 따르면 새로운 공산 정권에 의해 미국의 고위 관료들 및 중앙정보국와 내통했다는 혐의로 재교육 수용소에 수감되어 80년대에 사망했다고 하며, 다른 설에 따르면 하노이의 정부 고위 자문으로 초대되어 뜨리엠현에 살다가 1991년 사망했다고 알려졌다.
한편, 1978년 미국 연방수사국는 미국 워싱턴 D.C.에 유학 중이던 그의 아들 쯔엉딘훙(베트남어: Trương Đình Hùng, 영어식 이름 데이비드 쯔엉(David Truong))을 미국에서 베트남 정부를 위해 간첩 행위를 한 혐의로 체포하였다. 1980년대 중반 사망한 것으로 추측된다.

## 참고 자료
- Karnow, Stanley (1997). 《Vietnam: A history》. New York City: Penguin Books. ISBN 0-670-84218-4.
- Tucker, Spencer C. (2000). 《Encyclopedia of the Vietnam War》. Santa Barbara, California: ABC-CLIO. ISBN 1-57607-040-9.